# Hochaltar in St. Nikolai (Stralsund)

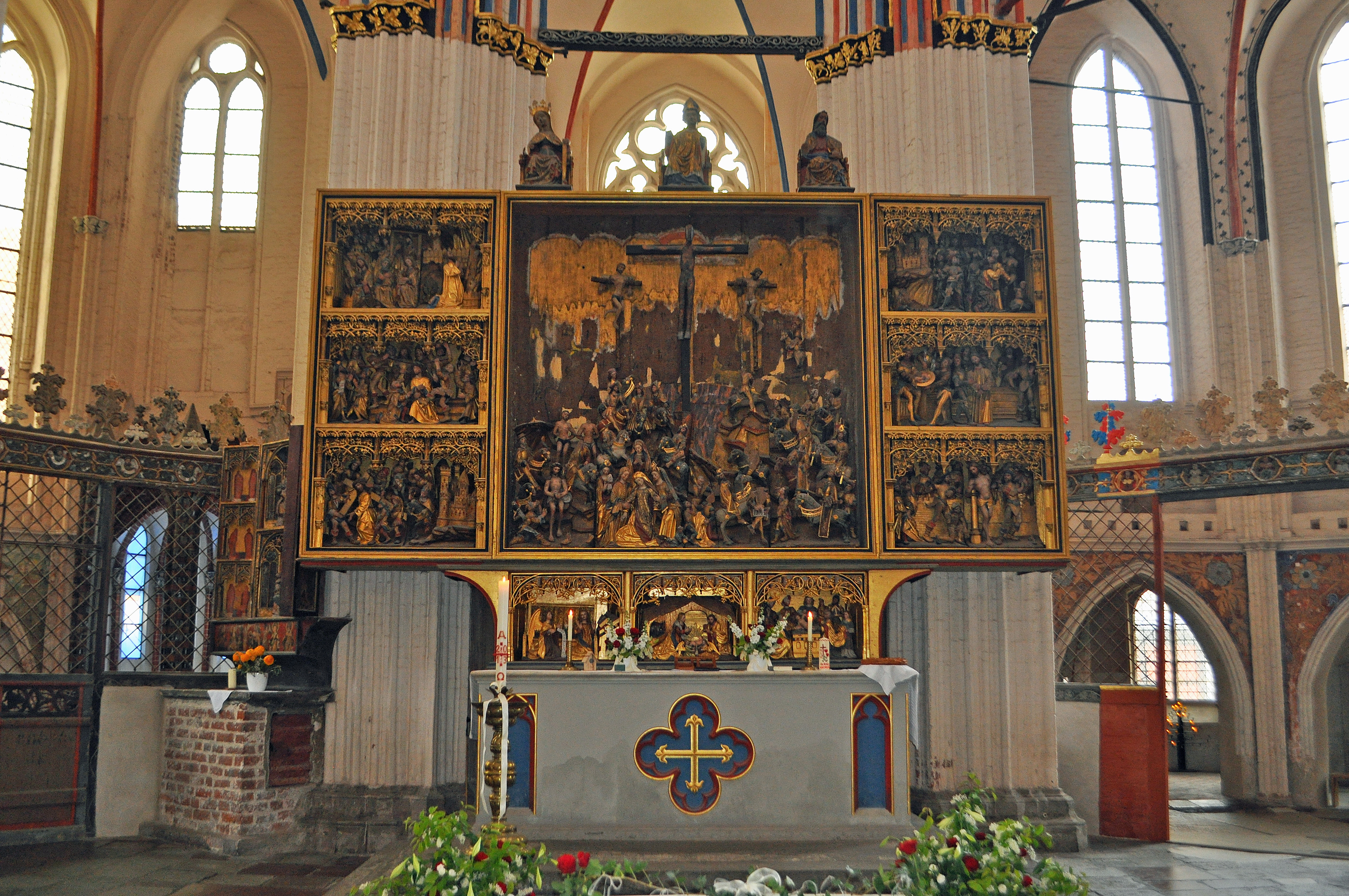
Hochaltar in St. Nikolai Stralsund (2013)

Der Hochaltar in St. Nikolai ist ein im Hochchor der St.-Nikolai-Kirche (Stralsund) befindlicher Altar, von dessen einstiger Ausstattung noch das spätgotische Flügelretabel erhalten ist.

## Geschichte
Innerhalb der dreischiffigen Choranlage der St.-Nikolai-Kirche wird der Binnenchor durch reich profilierte Bündelpfeiler architektonisch hervorgehoben. Der Hochaltar steht im Sanktuarium, dem polygonalen Binnenchorschluss. Um 1314 war der Chor noch überdacht. Um 1400 wurde an der Rückseite des Altars die astronomische Uhr gefertigt, auf deren hölzerner Rückwand noch Farbreste vom einstigen Hochaltar zu sehen sind.
Über die Erstausstattung des Hochaltars gibt es keine Erkenntnisse. Aufgrund des 1846 gefundenen, heute verloren gegangenen Siegels des Bischofs Johann von Cammin wird vermutet, dass im Zeitraum 1343–1370 eine Altarweihe erfolgte. Diese Weihe war aber sicher nicht die erstmalige Altarweihe, sondern die eines neu aufgestellten Hochaltars – der Bau der Kirche war weiter vorangeschritten und kurz vor 1368 das Langhaus fertiggestellt worden.

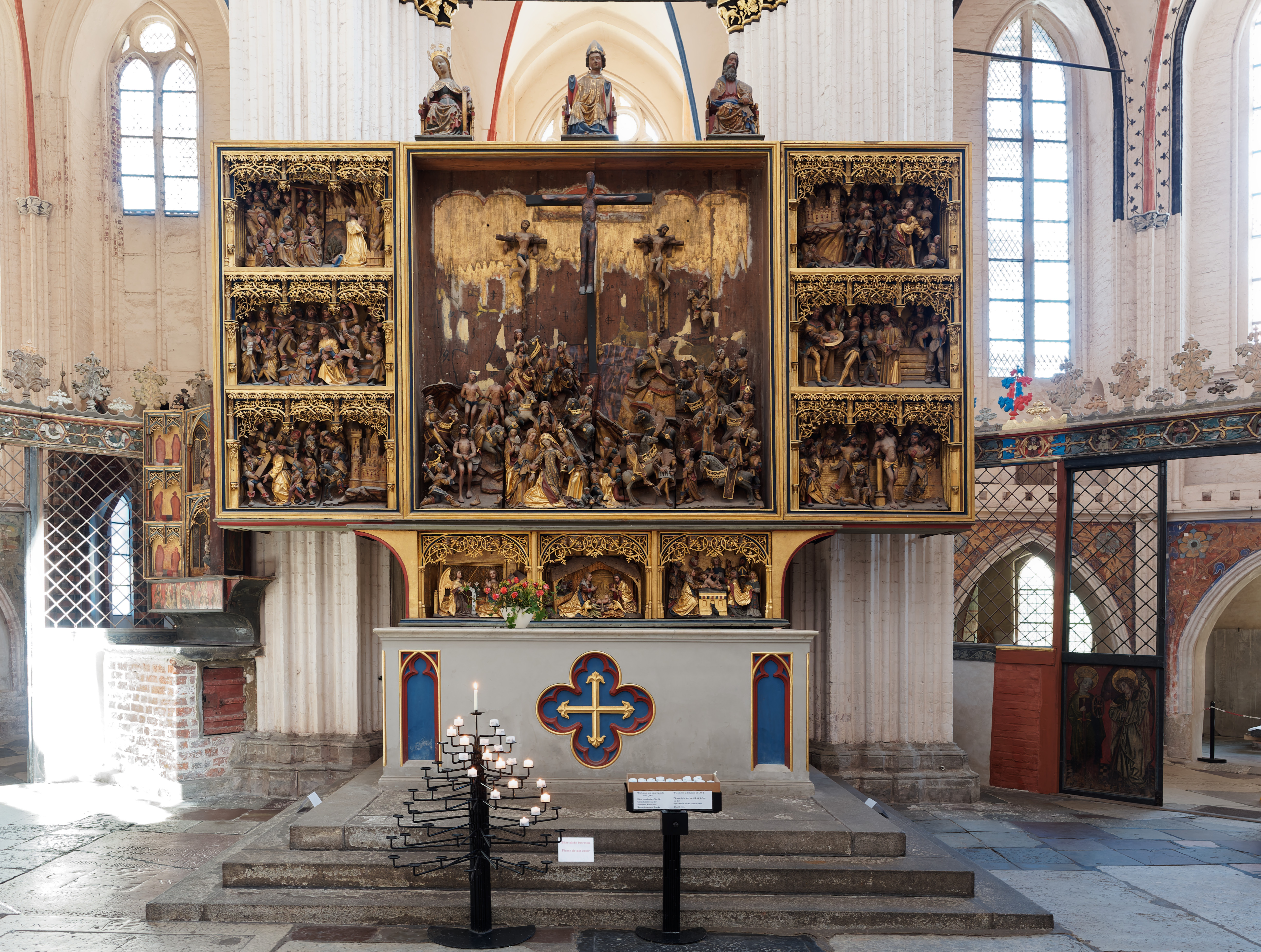
Hochaltar (2020)

Heute ist nur noch das am Ende des 15. Jahrhunderts gefertigte Flügelretabel erhalten. Unbekannt ist der Name des Meisters, der das Retabel fertigte; seine Werkstatt hatte er in Stralsund. Bei dendrochronologischen Untersuchungen eines Teils des verwendeten Holzes wurde ein Fälljahr um 1471 und das Baltikum als Herkunftsgegend festgestellt.
Der Bildhauer Friedrich Wilhelm Holbein restaurierte den Altar zusammen mit seinem Bruder Eduard Holbein in den Jahren 1855–1856. Er berichtete am 3. März 1855 an das Ministerium von Franz Kugler von seiner Inspektion des Altars, den er als „(...) das bei weitem Wichtigste der vorhandenen Kunstwerke (...)“ bezeichnete. Er nennt als Hauptschäden die durch die Umgebungsluft verursachten Schäden am Untergrund der Vergoldung und der Bemalung. Holbein erhielt im August 1855 vom Provisorat von St. Nikolai den Auftrag, den Altar in seiner Berliner Werkstatt zu restaurieren; 1200 Taler Preußisch Courant wurden als Bezahlung vereinbart. Holbein fertigte die Kästen der Altarflügel und des Mittelschreins unter Verwendung der Rückwände aus Kiefernholz neu an, er entfernte die Malflügel, die nach der Restaurierung bis 1931 nahezu unbeachtet hinter dem Altar standen. Mit der Abnahme der in ihrem Kunstwert gering erachteten Malflügel und der starren Befestigung der Kastenflügel ging die Wandelbarkeit des Altars verloren; er wurde von Holbein für eine stets geöffnete Ansicht gestaltet.
Die Schnitzarbeiten wurden durch Holbein an den Händen und den Schleierbrettern ergänzt. Bei seiner, in Anlehnung an das Original durchgeführten, Restaurierung ersetzte er die Polimentvergoldung durch eine stumpfe Ölvergoldung. Von der ursprünglichen, mittelalterlichen Malerei blieben somit einzig auf den Malflügeln und der Rückseite der Altarflügel Reste erhalten.
Holbein stellte den restaurierten Altar zusammen mit neuen Glasfenstern für die Marienkirche zu Stralsund zur Berliner Kunstausstellung 1856 auf dem Platz am Opernhaus aus. Am 6. August 1856 teilte er dem Provisorat von St. Nikolai mit, dass der Altar vom Fuhrunternehmer Dietrich am selben Tag die Reise nach Stralsund angetreten habe, wo er am 11. August eintreffen sollte.
Im Jahr 1931 wurden die Malflügel, die seit der Restaurierung hinter dem Altar gestanden hatten, ins Stralsunder Museum gebracht.
Im Zweiten Weltkrieg wurde der Altar wie auch andere Kunstwerke der Stralsunder Kirchen ausgelagert. Der Hochaltar gelangte über die Marienkirche in Grimmen Ende Dezember 1943 nach Tützpatz auf das dortige Schloss; in Grimmen verblieben die abgenommenen Außenflügel. Ab November 1945 sollten die Bildwerke von Tützpatz in die St.-Peter-Kirche in Altentreptow überführt werden. Dabei wurde festgestellt, dass die Kunstgegenstände aus dem Schloss von Einwohnern in eine Scheune gebracht worden waren. Der Seitenflügel und die Predella wurden nach Altentreptow gebracht, das Altarretabel in die Demminer St.-Bartholomaei-Kirche. Erst im August 1950 konnten die Teile wieder nach Stralsund gebracht werden. Bei der Auslagerung war der bekrönende Aufsatz verloren gegangen.
Die Maltafeln wurden vor 1960 durch G. Hofmann (Greifswald) restauriert, allerdings nicht deren Rückseiten. Bei Konservierungsarbeiten 1992 wurden die äußeren Malflügel wieder in die Kirche gebracht und dort an den Pfeilern seitlich des Altars befestigt. Ab 1995 wurde auch mit finanzieller Hilfe durch die Deutsche Stiftung Denkmalschutz mit der Konservierung und Restaurierung des Altars begonnen. Die Bestandsaufnahme hatte gezeigt, dass die Farbgestaltung durch Schmutz verdeckt und die Fassung durch Abplatzungen und Blasen beschädigt war. Konservierungsarbeiten wurden an den Schnitzereien und den Rückseiten der Altarflügel und der Malflügel durchgeführt, die Oberflächen wurden gereinigt und Fehlstellen mit Aquarellfarben ausgebessert. Umfangreiche Arbeiten an den Fassungen gehörten zu den Arbeiten am Altar. Ergänzungen an den Schnitzereien wurden mit Eichenholz, teils als freie Kopie, gefertigt.
1997 wurde das fehlende Kreuz der zerstörten Kreuzigungsdarstellung durch eine von Johann-Peter Hinz gefertigte Plastik aus Kupfer ersetzt.

## Beschreibung

### Ehemaliger Zustand

#### Wandlungsfähigkeit
Im ursprünglichen Zustand ließ sich der Altar dank der Flügel wandeln. Diese Wandlung erfolgte analog zur liturgischen Ausgestaltung des Kirchenraumes. Der mittlere Schrein war, wie Fotografien zeigen, weitaus detailreicher gestaltet als die heute erhaltene Fassung.
Bei geschlossenen Innenflügeln war der Marienzyklus zu sehen, die mittlere Wandlung. Von links nach rechts wurde der Zyklus in drei Bildern gezeigt. In der oberen Reihe: Abweisung des Opfers – Verkündung an Joachim – Verkündung an Anna – Begegnung an der Goldenen Pforte. In der mittleren Reihe waren dargestellt: Marias Geburt – Marias Tempelgang – Legende vom grünenden Stab – Vermählung Marias mit Joseph. Die untere Reihe zeigte die Szenen: Heilige Sippe – Marias Tod – Grabtragung – Himmelfahrt Marias.
An den Hochfesten Weihnachten, Ostern, Pfingsten und Mariä Himmelfahrt wurde der Altar in der Art geöffnet, dass die prächtige Schauseite zu sehen war. Damit wurde die Passion Christi mit dem Hauptbild, der Kreuzigungsszene, dargestellt.
Sabine-Maria Weitzel vermutet, dass die Darstellung des Marienzyklus an den Marienfesttagen gezeigt wurde; an Mariä Himmelfahrt dagegen die Kreuzigungsszene.
Auf den Malflügeln waren im geschlossenen Zustand Heiligenfiguren zu sehen.

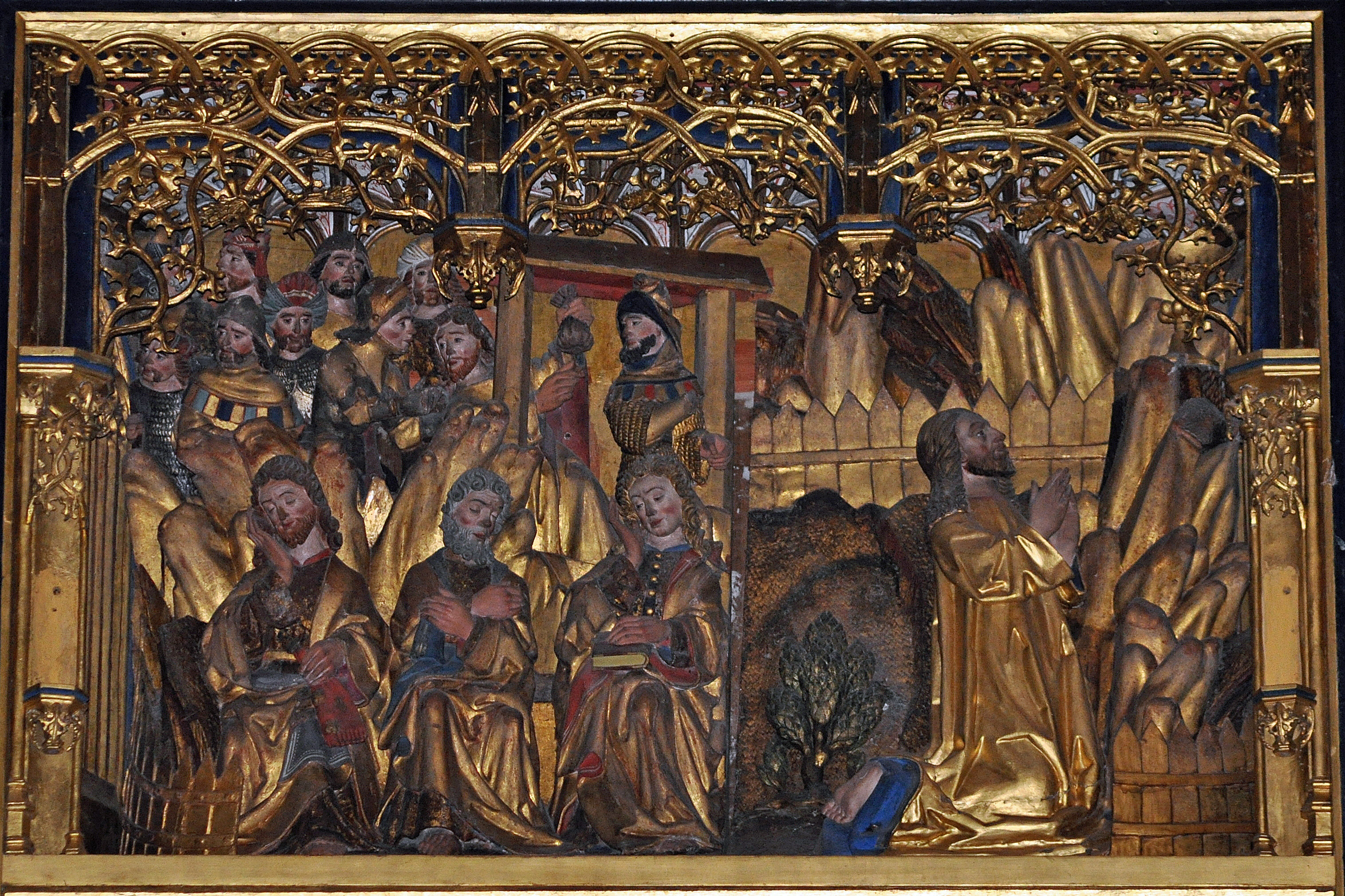
Oberer Schnitzkasten der linken Seite

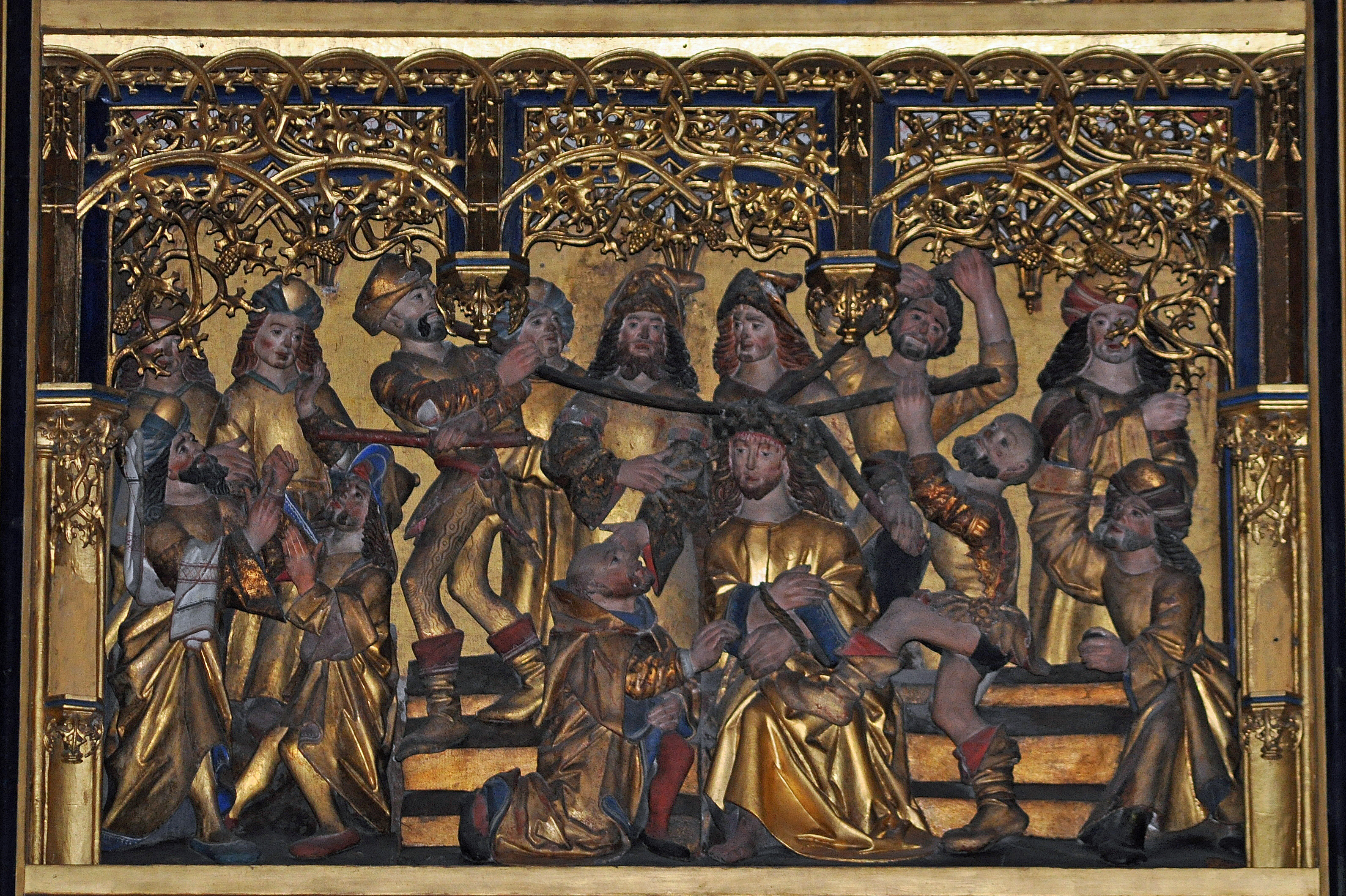
Mittlerer Schnitzkasten der linken Seite

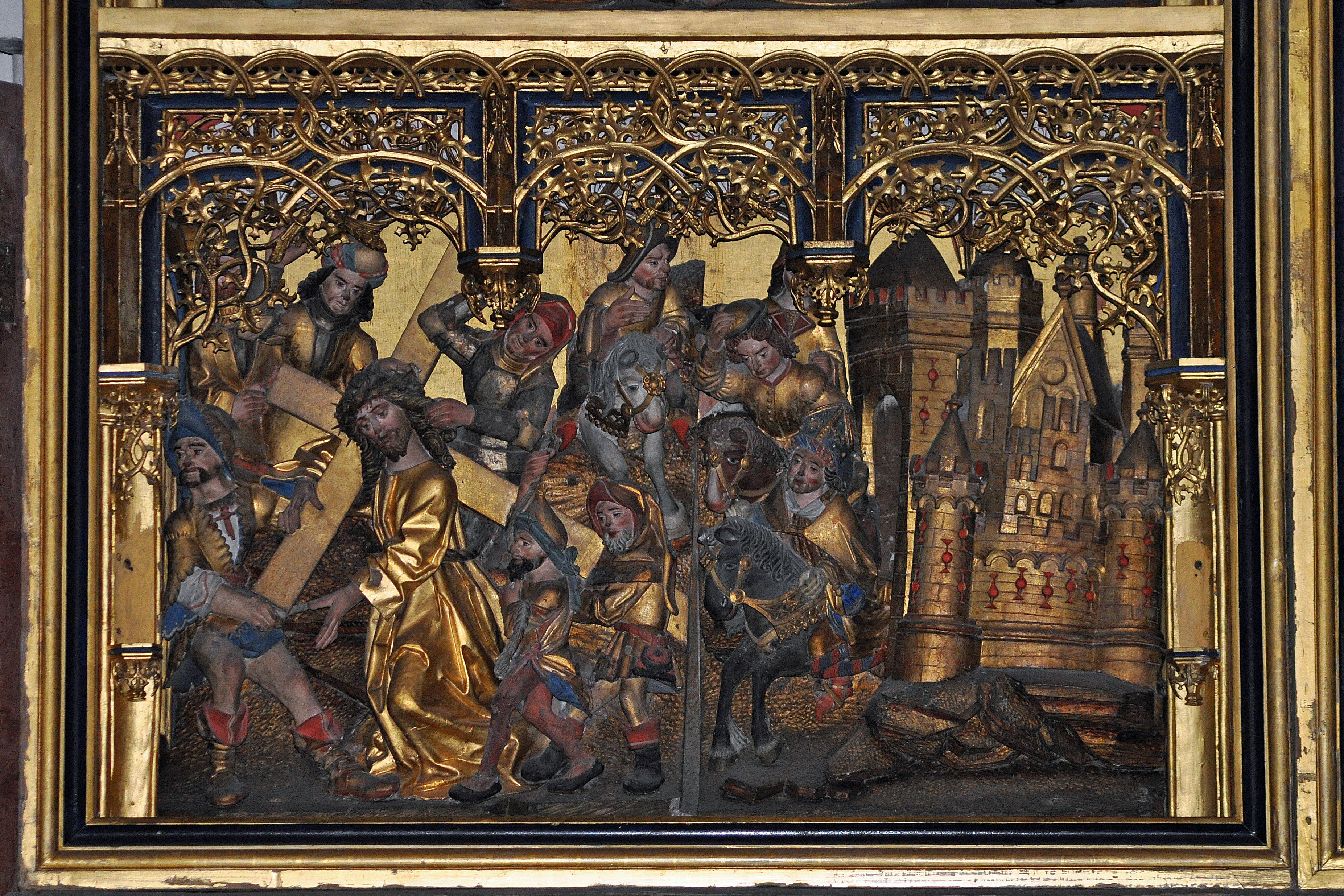
Unterer Schnitzkasten der linken Seite

#### Aufsatz
Der Aufsatz des Altars, der noch 1839 beschrieben wurde, erstreckte sich über die gesamte Breite des Altars. Die noch heute vorhandenen drei Sitzfiguren der Hl. Katharina, des Hl. Nikolaus und des Hl. Andreas waren jeweils in einem Schrein platziert; sie wurden um 1420/30 gefertigt. Sie standen direkt über der Kreuzigungsszene, in gleichem Abstand voneinander. Zehn Tafelgemälde auf gleicher Höhe zeigten je eine Figur. Sowohl Detlef Witt (2004) als auch Sabine-Maria Weitzel (2011) gehen davon aus, dass dieser Altaraufsatz auf die Entstehungszeit des Retabels zurückgeht.

### Heutiger Zustand
Der Hochaltar zeigt in seiner Form seit der Restaurierung 1855/1856 zehn Bilder. Das größte Bild, das mittlere, zeigt die Kreuzigung Christi; dieses Bild ist allerdings schwer beschädigt, das kupferne Kreuz, das aus dem Bild herausragt, wurde erst 1997 ergänzt. Im linken Flügel sind die Szenen auf dem Ölberg, die Dornenkrönung und die Kreuztragung dargestellt; im rechten Flügel die Gefangennahme, Christus vor Pontius Pilatus und die Geißelung. Die Predella zeigt die Verkündigung an Maria, die Geburt und die Beschneidung Christi.
Die ursprünglich am Altar angebrachten Malflügel zeigen jeweils drei Szenen; sie hängen seit 1992 an Pfeilern links und rechts des Altars. Die linke Tafel zeigt die Abweisung des Opfers, die Geburt Marias und die heilige Sippe. Die rechte Tafel zeigt die Begegnung unter der Goldenen Pforte, die Vermählung Marias mit Joseph und die Himmelfahrt Marias.
Die Bekrönung des Altars zeigt die Figuren der Hl. Katharina, des Hl. Nikolaus und des Hl. Andreas. An der Figur der Katharina fehlen das Schwert und ein Unterarm, an der Figur des Nikolaus beide Hände und an der Figur des Andreas die Hand, in der er das Andreaskreuz hielt.

## Der Altar als Gegenstand der Forschung
Der Hochaltar war des Öfteren Gegenstand von Forschungen. Ernst Franz August Münzenberger befasste sich in seinem Werk Zur Kenntnis und Würdigung der mittelalterlichen Altäre Deutschlands. 1885 mit der Datierung des Altars und legte sich auf die Zeit um 1480/90 fest. Franz Kugler beschrieb den Altar im Ergebnis seiner Forschungsreise ab 1840 durch Pommern. Sowohl Wilhelm Hagemeister (1900) als auch Stadtbaumeister Ernst von Haselberg (1902) erwähnen den Altar in ihren Inventaren. In einer Dissertation zu den Schnitzaltären in Pommern befasste sich Ernst Schneider 1914 auch mit dem Stralsunder Bildwerk. Detlef Witt führt den Altar in seinem Werk über pommersche Schnitzaltäre 2004 auf. Eine umfassende Dokumentation erstellte 2011 Sabine-Maria Weitzel.